# ドメン・ノヴァーク
ドメン・ノヴァーク（Domen Novak、1995年7月12日 - ）は、スロベニア、ノヴォ・メスト出身の自転車競技選手。バーレーン・マクラーレン所属。

## 主な戦績
2016
GPラグーナ 3位
ツアー・オブ・マウォポルスカ 総合3位
ツアー・オブ・クロアチア
 新人賞
総合6位
2017
ツアー・オブ・ジャパン  新人賞
2019
 スロベニア選手権　個人ロードレース 優勝